# Старий Скаржин
Старий Скаржин (пол. Stary Skarżyn) — село в Польщі, у гміні Замбрув Замбровського повіту Підляського воєводства.
Населення — 159 осіб (2011).
У 1975-1998 роках село належало до Ломжинського воєводства.

## Демографія
Демографічна структура станом на 31 березня 2011 року:
|          | Загалом | Допрацездатний вік | Працездатний вік | Постпрацездатний вік |
| -------- | ------- | ------------------ | ---------------- | -------------------- |
| Чоловіки | 87      | 26                 | 48               | 13                   |
| Жінки    | 72      | 14                 | 36               | 22                   |
| Разом    | 159     | 40                 | 84               | 35                   |